# Huriwai (fleuve)
Le fleuve Huriwai  (anglais : Huriwai River) est un cours d’eau court de l’Île du nord de la Nouvelle-Zélande dans la région de Waikato.

## Géographie
Il prend naissance dans le pays de collines abruptes situées au sud-est de Port Waikato, s’écoulant vers l’ouest pour atteindre la Mer de Tasman à 5 km au sud de l’embouchure du fleuve Waikato.